# Gregor Kobel
Gregor Kobel (Zúrich, Suiza, 6 de diciembre de 1997) es un futbolista suizo que juega de portero en el Borussia Dortmund de la 1. Bundesliga de Alemania.

## Trayectoria
En 2016 fichó por el T. S. G. 1899 Hoffenheim proveniente del Grasshopper Club Zúrich, sin embargo, desde 2014 formaba parte de las categorías inferiores del club en condición de préstamo. Debutó en el primer equipo el 12 de agosto de 2018 en la victoria a domicilio por 1 a 0, sobre el F. C. Rot-Weiß Érfurt de la 3. Liga en la Copa de Alemania 2017-18.
En la temporada 2019-20 fue cedido al VfB Stuttgart de la 2. Bundesliga. El 28 de julio de 2020 regresó al club tras haber sido adquirido en propiedad.
El 31 de mayo de 2021 el Borussia Dortmund anunció su fichaje, con un contrato hasta 2026, por unos quince millones de euros.

## Selección nacional
Fue internacional en categorías inferiores con la selección de Suiza.
El 13 de junio de 2021, una vez Suiza ya había disputado su primer partido en la Eurocopa 2020, entró a formar parte del equipo que participaba en el torneo en reemplazo del lesionado Jonas Omlin. El 1 de septiembre del mismo año hizo su debut con la absoluta en un amistoso ante Grecia.

### Participaciones en Copas del Mundo
| Mundial      | Sede  | Resultado        | Partidos | Goles |
| ------------ | ----- | ---------------- | -------- | ----- |
| Mundial 2022 | Catar | Octavos de final | 1        | 0     |

### Participaciones en Eurocopas
| Copa          | Sede     | Resultado        | Partidos | Goles |
| ------------- | -------- | ---------------- | -------- | ----- |
| Eurocopa 2020 | Europa   | Cuartos de final | 0        | 0     |
| Eurocopa 2024 | Alemania | Cuartos de final | 0        | 0     |

## Estadísticas

### Clubes
Actualizado al último partido disputado el 5 de julio de 2025.
| Club | Div.          | Temporada     | Liga  | Liga  | Copas nacionales(1) | Copas nacionales(1) | Copas internacionales(2) | Copas internacionales(2) | Total | Total |
| Club | Div.          | Temporada     | Part. | Goles | Part.               | Goles               | Part.                    | Goles                    | Part. | Goles |
| --- | ------------- | ------------- | ----- | ----- | ------------------- | ------------------- | ------------------------ | ------------------------ | ----- | ----- |
| TSG 1899 Hoffenheim II · Alemania | 4.ª           | 2015-16       | 5     | 0     | —                   | —                   | —                        | —                        | 5     | 0     |
| TSG 1899 Hoffenheim II · Alemania | 4.ª           | 2016-17       | 26    | 0     | —                   | —                   | —                        | —                        | 26    | 0     |
| TSG 1899 Hoffenheim II · Alemania | 4.ª           | 2017-18       | 8     | 0     | —                   | —                   | —                        | —                        | 8     | 0     |
| TSG 1899 Hoffenheim II · Alemania | 4.ª           | 2018-19       | 4     | 0     | —                   | —                   | —                        | —                        | 4     | 0     |
| TSG 1899 Hoffenheim II · Alemania | Total club    | Total club    | 43    | 0     | 0                   | 0                   | 0                        | 0                        | 43    | 0     |
| TSG 1899 Hoffenheim · Alemania | 1.ª           | 2016-17       | 0     | 0     | 0                   | 0                   | —                        | —                        | 0     | 0     |
| TSG 1899 Hoffenheim · Alemania | 1.ª           | 2017-18       | 0     | 0     | 2                   | 0                   | 1                        | 0                        | 3     | 0     |
| TSG 1899 Hoffenheim · Alemania | 1.ª           | 2018-19       | 1     | 0     | 2                   | 0                   | 0                        | 0                        | 3     | 0     |
| TSG 1899 Hoffenheim · Alemania | Total club    | Total club    | 1     | 0     | 4                   | 0                   | 1                        | 0                        | 6     | 0     |
| F. C. Augsburgo · Alemania | 1.ª           | 2018-19       | 16    | 0     | 2                   | 0                   | —                        | —                        | 18    | 0     |
| F. C. Augsburgo · Alemania | Total club    | Total club    | 16    | 0     | 2                   | 0                   | 0                        | 0                        | 18    | 0     |
| VfB Stuttgart · Alemania | 2.ª           | 2019-20       | 31    | 0     | 0                   | 0                   | —                        | —                        | 31    | 0     |
| VfB Stuttgart · Alemania | 1.ª           | 2020-21       | 33    | 0     | 1                   | 0                   | —                        | —                        | 34    | 0     |
| VfB Stuttgart · Alemania | Total club    | Total club    | 64    | 0     | 1                   | 0                   | 0                        | 0                        | 65    | 0     |
| Borussia Dortmund · Alemania | 1.ª           | 2021-22       | 29    | 0     | 3                   | 0                   | 8                        | 0                        | 40    | 0     |
| Borussia Dortmund · Alemania | 1.ª           | 2022-23       | 27    | 0     | 4                   | 0                   | 4                        | 0                        | 35    | 0     |
| Borussia Dortmund · Alemania | 1.ª           | 2023-24       | 27    | 0     | 3                   | 0                   | 12                       | 0                        | 42    | 0     |
| Borussia Dortmund · Alemania | 1.ª           | 2024-25       | 32    | 0     | 2                   | 0                   | 18                       | 0                        | 52    | 0     |
| Borussia Dortmund · Alemania | Total club    | Total club    | 115   | 0     | 12                  | 0                   | 42                       | 0                        | 169   | 0     |
| Total carrera | Total carrera | Total carrera | 239   | 0     | 19                  | 0                   | 43                       | 0                        | 301   | 0     |
| (1) Incluye datos de la Copa de Alemania y Supercopa de Alemania. (2) Incluye datos de la Liga de Campeones de la UEFA, Liga Europa de la UEFA y Copa Mundial de Clubes de la FIFA. |               |               |       |       |                     |                     |                          |                          |       |       |